# الأناركية والقومية

## التحررية والقومية

### اللاسلطوية والقومية
ظهرت كل من اللاسلطوية والقومية في أوروبا عقب الثورة الفرنسية، وارتبطتا بميخائيل باكونين وانخراطه في الحركة القومية السلافية قبل تحوله للاسلطوية. هناك تاريخ طويل لانخراط الحركة اللاسلطوية مع القومية وكذلك الأممية. يناقش بعض اللاسلطويون أن الوصول لحق تقرير المصير لكل الأمم يتطلب نظام سياسي يقوم على الحكم المحلي، الاتحاد الطوعي، والمعونة المتبادلة. 
في منتصف القرن التاسع عشر، الأفكار القومية والاشتراكية والليبرالية كانت متداخلة بشدة. الطلائع الأولى للاسلطوية كانت روح تلك المرحلة: فجمعوا بين الاشتراكية والليبرالية. 
اللاسلطوية الصينية كانت جزء من الحركة القومية وعارضت كل العناصر العنصرية ضمن الحركة. خلال الثورة المكسيكية، اللاسلطوي ريكاردو فلورس ماجون شارك بحماس في الثورة اليسارية القومية.

## المعارضة اللاسلطوية للقومية
مبدئيا يعارض الاشتراكيون اللاسلطويون القومية، حيث يساوون بين الأمة والدولة، والاشتراكيون اللاسلطويون المعاصرون يعتبرون أن اللاسلطوية القومية هي تناقض، والاندماج بين القومية واللاسلطوية هو من خارج الحركة اللاسلطوية. فالقومية تهدف لتحرير الشعب عبر الهوية القومية المرتكزة على الثقافة، اللغة، القيم، التاريخ، والرموز؛ والتي تحولت مع القرن العشرين من اليسار إلى اليمين. بينما تتهم لاسلطوية ما بعد الاستعمار القومية بالسلطوية والاستبدادية. اللاسلطويون المعاصرون الآخرون يعارضون كل القومية ونضالات التحرر الوطني ويدعمون الصراع الطبقي. 
انتقد رودولف روكر القومية في كتابه القومية والثقافة. مناصر لاسلطوية ما بعد اليسار الأميركي فريدي بيرلمان كتب عددا من الكتيبات الناقدة بشدة للقومية من بينها «اللاسامية ومذبحة بيروت» الذي انتقد فيه الصهيونية و«النداء المستمر للقومية» حيث ناقش أن «القوميين الثوريين أو اليساريين يصرون أن قوميتهم ليس لها علاقة مع قومية الفاشيين والاشتراكيون القوميون، حيث أن قوميتهم مع المظلوم، وتقدم التحرر الشخصي والثقافي». وكذلك «لتحدي تلك الادعاءات ورؤيتها في السياق المطلوب»، سأل «ما القومية ليس فقط القومية الثورية بل كذلك القومية المحافظة». وكذلك استخلص أن القومية هي معونة للسيطرة الرأسمالية على الطبيعة والشعب بعيدا عن الجذور. القومية توفر شكلا حيث «كل مجموعة مضطهدة قد تصبح أمة، صورة سلبية عن الأمة الطاغية» وهكذا «لن يكون هناك سبب أرضي للسلالة المضطهدة حتى تظل مضطهدة حيث تقدم القومية لهم شرف أن يصبحوا أمة. أقارب الضحايا من بعيد أو قريب يمكن أن يصبحوا دولة-أمة عنصرية؛ يمكنهم نفسهم وضع باقي الشعوب في معسكرات الاعتقال، اكراههم لما يريدون، ارتكاب حرب ابادة ضدهم، تدبير رأسمال لتجريدهم من الملكية». 
اللاسلطوي الأيرلندي اندرو فلود كتب عن القومية الأيرلندية: 
«اللاسلطويون ليسوا قوميون، في الحقيقة إننا كليا ضد القومية. لسنا مهتمين بمكان ولادة أجدادك، سواء كنت تتحدث الأيرلندية أو تشرب الحليب المخفوق في يوم القديس باتريك. لكن هذا لا يعني أننا نهمل الأمم. إنها موجودة؛ بعض الأمم مضطهدة بسبب هويتها. التاريخ الأيرلندي يحمل الكثير من الشهادات عن هذا. الأكراد، الهنود الحمر، الشياشانيون، وكثيرون آخرون عانوا وبطريقة جد همجية. الاضطهاد القومي خاطئ. يقسم الطبقة العاملة، يسبب معاناة هائلة ويقوي سلطة الطبقة الحاكمة. معارضتنا لهذا يجعلنا معادون للامبريالية... لذا محاربة الاضطهاد الوطني هو أبعد من القومية. يمكننا فعل ما هو أفضل. تغيير العالم للأفضل سيكون نضالا شاقا لذا يجب أن نتأكد أننا ننظر لأفضل مجتمع ممكن العيش فيه. إننا ننظر نحو عالم دون حدود، عندما الغالبية العظمى من الناس لها كل الحق في التحرك بحرية كما يفعل الأثرياء اليوم. اتحاد عالمي من الأحرار، دون طبيقة ودون دولة، حيث ننتج لإشباع احتياجات الجميع وكلنا نسيطر على مصيرنا، هو هدف يستحق النضال لأجله».

## باكونين والقومية
قبل انخراطه في الحركة اللاسلطوية، انخرط باكونين لوقت طويل في الحركات القومية من أنواع مختلفة. في «نداء للشعب السلافي» (1848) دعا ميخائيل باكونين للتعاون بين الحركات القومية الثورية عبر أوروبا لأجل إسقاط الاستعمار، في انتفاضة لكل الأمم المضطهدة الذي سيقود «لاتحاد عالمي بين الجمعيات الأوروبية». كذلك تحمس لفكرة الولايات المتحدة الأوروبية (رؤية مازيني القومية). لاحقا، نفي لصربيا الشرقية، انخرط في دائرة القوميين الصربيين الذين خططوا للانفصال على روسيا. واستمر لأربع سنوات حتى غادر أوروبا، حيث أصبح باكونين لاسلطويا. 

## الصين
شكل اللاسلطويون الاتحادات العمالية الأولى والمنظمات الفلاحية الكبرى في الصين. خلال عقدين كانت اللاسلطوية الفكرة الراديكالية المسيطرة في الصين بين 1900 و1924. كان اللاسلطويون نشطون في الحركة الجماهيرية من كل الأنواع، بما فيها الحركات القومية. 
مجموعة لاسلطوية صغيرة انخرطت بشدة في الحركة القومية وكان أعضاؤها من «الطليعة» حتى هزم القوميون من قبل الماويون. مجموعة صغيرة لاسلطوية ساهمت في ثورة شينهاي كذلك، وشاركوا في حكومة كومينتانج. فكان الرد متنوع في صفوف الحركة اللاسلطوية، فانقسم الموقف بين المؤيد للثورة المباشرة وبين مؤيد للتطور الثوري. 
في فرنسا نظم المنفيون الصينيون اللاسلطويون برامج تثقيفية مختلفة لتطور المنظمات اللاسلطوية وتشكيل التعاونيات العمالية للاسلطويون. بعد نجاح الثورة الروسية تراجعت قوة اللاسلطويون في الحركة العمالية الصينية وتحالف كومينتانج مع الحزب الشيوعي الصيني الذي ضم العديد من اللاسلطويون السابقين.

## إيطاليا
في إيطاليا، النقابيين القوميين وفروا طريقا فكريا جذب العديد من الأعضاء السابقين في النقابات اللاسلطوية بعيدا عن اللاسلطوية وباتجاه القومية.

## أيرلندا
حركة تضامن العمال الأيرلندية كتبت الكثير عن العلاقات بين القومية واللاسلطوية وقالوا أنها اللاسلطوية لا تتوافق مع القومية واعتبروا أن القوميون طبقيون بين الحركات العمالية تطالب بالعدالة الاجتماعية. تأثرت الحركة القومية في أيرلندا بكل من فرنسا والولايات المتحدة. وقد تطورت كل من الحركات القومية واللاسلطوية في أيرلندا جنبا إلى جنب، وغالبا ما اتجه بعض اللاسلطويون للقومية. 

## المكسيك
كان ريكاردوا فلورس ماجون من قادة اليسار القومي في المكسيك الذين توج الثورة المكسيكية، مرتكزا على اللاسلطوية في أعمال ميخائيل باكونين، وجوزيف بيير برودون، ولاسلطويون معاصرون كاليسي ريكولاس، ايريكو مالاتيستا، ايما غولدمان، وماكس شتيرنر. وتأثر ببيتر كروبوتكين معتبرا عمله «الاستيلاء على الخبز» كتابا مقدسا لاسلطويا. وكذلك قرأ ماجون لكارل ماركس. كذلك نشط في الحزب الليبرالي المكسيكي، ونظم نقابات عمالية لاسلطوية وحرر مجلة لاسلطوية. 

## الهند
في 1910، أصبح هار ديال لاسلطويا في سان فرانسيسكوا وانضم لاتحاد العمال الصناعيين وانضم لحزب غدار. ودعم القومية الهندية، وطور تصورا لاسلطويا قائم على مبادئ المجتمع الآرياني القديم. وجها آخر كان غاي آلدريد الشيوعي اللاسلطوي الذي دعم حرية الرأي وشعر بأن القومية قوة مساعدة للطبقة العاملة.

## اللاسلطوية السوداء
عارضت اللاسلطوية السوداء وجود الدولة واستعباد والسيطرة على الشعوب الملونة وأرادوا تنظيما غير هرمي للمجتمع. الأناركيون السود أرادوا إسقاط السيادة البيضاء، الرأسمالية، والدولة. وقد انخرط العديد منهم في حزب الفهود السود. اللاسلطوية السوداء عارضت اللاسلطوية التقليدية. انتقد اللاسلطويون السود التنظيم الهرمي لحزب الفهود السود. وعارضوا مفهوم معاداة العنصرية القائم على الأممية وقالوا أنه من غير الكافي النضال ضد العنصرية الذي يخفي عدم المساواة. فنجد أن بيدرو ريبييرو يعلن على الملأ: «إنها بيضاء، لاسلطوية البرجوازية الصغيرة التي لا تتصل بالناس. كشخص أسود، أنا غير معني بلاسلطويتكم. أنا لست معنيا الفردية، خدمة الذات، التحرر الأناني لك ولأصدقائك البيض. ما أبالي له هو تحرير شعبي». أثر اللاسلطويون السود في الحركات القومية السوداء وحركات الحقوق المدنية، وهدفوا لخدمة حركتهم التي تمثل هويتهم وحالتهم الفريدة. وبالنقيض مع حزب الفهود السود رفضوا الهيكلية الهرمية لصالح تطوير تنظيم تعاوني من أجل الثورة الثقافية والاقتصادية لإنهاء السيطرة العرقية، الرأسمالية، والدولة. وهذا ما عرف بالفهود اللاسلطويون.

## لاسلطوية ما بعد الاستعمار
لاسلطوية ما بعد الاستعمار هي نزعة معاصرة في الحركة اللاسلطوية، وهي نزعة معادية للامبريالية، وقد ظهرت في الغرب وتقوم على المعونة المتبادلة، الصراع الطبقي، معاداة الهرمية الاجتماعية، والإدارة الذاتية على مستوى المجتمع، الحكم الذاتي، والإدارة الذاتية، وتقرر المصير للأمم حول العالم. هذه النزعة قوية بنزعتها المحلية والمعادية للأشكال للقومية الدولتية، إلى جانب الملونين اللاسلطويين.

## اللاسلطوية القومية
هي تيار معاصر ظهر بعد 1990، من بين نشطاء الجبهة القومية في بريطانيا، وهو تيار يميني متطرف. ولهذا التيار نفوذ في الولايات المتحدة، أستراليا، ألمانيا أيضا. يريد هذا التيار مجتمع يسمح بالنزعات الانفصالية على أساس عرقي أو ديني، أو حتى الميول الجنسي. يعارض الدولة الشمولية خصوصا الفاشية والستالينية. هذه الشبكات المستقلة ذاتيا سوف تسمح للمجتنع بوضع قوانينه وقيمه للمواطنة فيه، وليس بالضرورة على أساس التقسيم العرقي. يتميز بتأييده لحق تقرير المصير والتعددية الثقافية. يشجب هذا التيار القتل، الإبادة... كنزعات استبدادية في الفكر التحرري. وكل مجتمع سوف يكون له الحق في ممارسة الهيكلية السياسية أو الاقصادية التي يرغب دون تدخل من أحد ودون الاعتداء على أحد. يؤمن أيضا هذا التيار بحماية البيئة والحفاظ عليها هو واجب كل الناس. ويدعو للتنسيق بين المجتمعات المختلفة بهدف التعاون.